# 石櫟毛管蚜
石櫟毛管蚜（学名：Mollitrichosiphum (Metatrichosiphum）为毛管蚜科後毛管蚜屬下的一个种。